# イタリア共和国憲法
イタリア共和国憲法（イタリアきょうわこくけんぽう、Costituzione della Repubblica Italiana）は、イタリア共和国の憲法典である。1947年12月27日に公布、1948年1月1日に施行された。

## 概要
第二次世界大戦後の1946年に、ファシスト政権崩壊後初の国政選挙が行われ、そこで選挙された議員らで制憲議会を組織した。同時に実施された王政存廃を問う国民投票で共和制派が勝利し、これによって共和政体の憲法を制定することが確定した。欽定憲法であるアルベルト憲章（イタリア王国憲法）に対しては、イタリア共和国憲法は民定憲法に分類される。

## 特色
- 敗戦後の連合軍占領下において、イタリア国民を主体として自主的に作成された。[2]
- 基本原則に「労働」「カトリック教会」「平和」条項が置かれていることにも表れているように、カトリックの社会教説とマルクス主義の理論が根底にある[2]。これは憲法制定議会選挙で、キリスト教民主主義とイタリア社会党が多勢を占めたからである。
- 単なる「非ファシズム」的な性格ではなく、「反ファシズム」的な性格を持つ。よって、思想の自由はあるが、ファシスト党は再結成は禁止されている[2]。また国王がファシスト党に手を貸した経緯から、君主制の復活を目的とする改憲を禁止するばかりか、2002年までは旧サルデーニャ・イタリア王家であるサヴォイア家の権利に厳しい制限を加えていた（選挙権・被選挙権の否認、ウンベルト2世の嫡男系のイタリア領内への入国禁止など）[3]。
- 第27条第3項は、刑罰は人道的取扱いに反するものであってはならず、受刑者の再教育をめざすものでなければならない、と規定し、第4項で「死刑は許されない」と、規定している。

## 構成
この節では、イタリア共和国憲法の構成と条文について記述する。

### 第1編 市民の権利および義務
第1章 市民関係
第2章 倫理・社会関係
第3章 経済関係
第4章 政治関係

### 第2編 共和国の機構
第1章 議会
第2章 共和国大統領
第3章 政府
第4章 司法
第5章 州、県、市町村
第6章 憲法の保障

### 暫定規定および最終規定
ローマ、1947年12月27日
暫定国家元首 エンリコ・デ・ニコラ